# Eric Szanto
Erik Szanto, född 24 september 1957, är en svensk armborstskytt i fieldklassen och tävlar för Ale armborstklubb i Alafors.

## Meriter
- SM-guld 2008 (inomhus)
- SM-guld 2007 (utomhus och inomhus)
- SM-silver 2005 (utomhus)
- SM-brons 2005 (inomhus)

## Svenska rekordnoteringar
- 289p 30 pilar på 18m på 40 cm tavla (2007-03-31)
- 575p 60 pilar på 18m på 40 cm tavla (2007-03-31)
- 273p 30 pilar på 55m på 60 cm tavla (2007-07-01)
- 803p 60 pilar på vardera 45, 55 och 65m (2007-07-01)
- 1586p 60 pilar på vardera 45, 55 och 65m (2007-07-01)